# William Ogilvy Kermack
William Ogilvy Kermack (26 aprile 1898 – 20 luglio 1970) è stato un biochimico scozzese.
Ha compiuto studi matematici sulla diffusione epidemica e ha stabilito legami tra fattori ambientali e malattie specifiche. Cieco per la maggior parte della sua carriera accademica, unitamente a Anderson Gray McKendrick ha creato e sviluppato il modello Kermack-McKendrick sulla diffusione delle malattie infettive.

## Biografia
Nato il 26 aprile 1898 a Kirriemuir, era figlio del postino William Kermack e di sua moglie Helen Ogilvy. La madre morì quando il figlio aveva sei anni, che fu quindi cresciuto dalla sorella di suo padre. Venne educato al Webster's Seminary di Kirriemuir sotto il preside Thomas Pullar. Iniziò a studiare matematica e filosofia naturale presso l'Università di Aberdeen nel 1914.
La sua carriera universitaria fu sconvolta dalla prima guerra mondiale durante la quale prestò servizio nella Royal Air Force (1917-1918). Si laureò presso l'Università di Aberdeen alla fine del 1918 per poi trasferirsi al Dyson Perrins Laboratory presso l'Università di Oxford, dove lavorò per due anni con William Perkin Jr sull'alcaloide armalina. All'incirca nello stesso periodo, dal 1919 al 1921, lavorò anche presso il dipartimento di ricerca della British Dyestuffs Corporation di Oxford. Nel 1921 si trasferì a Edimburgo, dove operò come chimico per il Royal College of Physicians di Edimburgo. Continuando gli studi post laurea, ottenne una seconda laurea nel 1925.
Nel 1922 collaborò con il premio Nobel per la chimica, Sir Robert Robinson, (è incerto se si siano mai incontrati di persona) sullo sviluppo della "freccia arricciata", che è una rappresentazione grafica della direzione elettronica durante una reazione chimica. Nonostante fosse sfuggito ai ben noti pericoli della guerra chimica nel corso della prima guerra mondiale, purtroppo nel giugno del 1924, un mese prima di compiere il suo ventiseiesimo compleanno, rimase vittima di un'esplosione chimica nel suo laboratorio e da allora non riacquistò mai più la vista. Nel 1926 sposò Elizabeth Raimunda Blazquez.
Nel 1925 fu eletto membro della Royal Society di Edimburgo; i suoi proponenti furono Hector Munro Macdonald, George Barger, Sir James Walker, John Gray McKendrick e Anderson Gray McKendrick. Vinse il Makdougall-Brisbane Prize della Royal Society di Edimburgo per il periodo dal 1926 al 1928. Nel 1944 venne eletto membro della Royal Society di Londra. L'Università di St. Andrews gli conferì un dottorato onorario nel 1937. Dal 1949 al 1968 è stato professore di chimica biologica presso l'Università di Aberdeen.
Morì il 20 luglio 1970 mentre ancora lavorava alla sua scrivania nel Marischal College di Aberdeen.

## Pubblicazioni
- Modern Views of Atomic Structure, 1935.
- The Stuff We're Made Of, 1948.